# Йохан V (Мекленбург)
Йохан V фон Мекленбург (на немски: Johann V von Mecklenburg; * 1418; † между 1 ноември 1442 и 13 януари 1443) е от 1436 до 1442 г. херцог на Мекленбург-Шверин.

## Живот
Той е вторият син на херцог Йохан IV от Мекленбург (1370 – 1422) и втората му съпруга Катарина фон Саксония-Лауенбург (1400 – 1450), дъщеря на херцог Ерих IV.
След смъртта на баща му през 1422 г. и на Албрехт V († 1423), Йохан V управлява херцогството Мекленбург-Шверин до 1436 г. под регентството на майка му. След това Йохан V управлява заедно с по-големия си брат Хайнрих IV (1417 – 1477).
Йохан V се жени на 17 септември 1436 г. за Анна фон Померания-Щетин († след 14 май 1447), дъщеря на херцог Казимир V фон Померания и Катарина фон Брауншвайг-Люнебург, дъщеря на херцог Бернхард I. Бракът е бездетен.
Вероятно е погребан в катедралата на Доберан.